# Somatrem
Il Somatren conosciuto anche come ormone della crescita ricombinante umano, è utilizzato per il trattamento dell'insufficienza dell'ormone della crescita negli adulti e per disturbi della crescita nei bambini causati da carenza o insufficienza dello stesso ormone. È indicato anche per condizioni come la sindrome di Turner, l'insufficienza renale cronica e la statura ridotta nei bambini nati con un peso inferiore alla media per l'età gestazionale. Il farmaco è una forma sintetica della somatotropina o ormone della crescita ed è prodotto dalla Genentech dal 1986 con la tecnica del DNA ricombinante.
Nonostante la capacità di quasi tutti gli attuali ormoni della crescita ricombinanti di causare aumenti definiti e dimostrabili nel tasso di crescita nei pazienti che assumono il farmaco, l'uso di tali agenti continua ad essere coinvolto in un persistente dibattito bioetico. Tale discussione ruota attorno alla questione se la disposizione naturale dei pazienti verso una bassa statura dovrebbe essere considerata una condizione medica giustificante il trattamento medico con terapia ormonale, soprattutto quando tali agenti ormonali hanno dimostrato di essere efficaci nell'aumentare l'altezza dei bambini con o senza carenza di ormone della crescita.

## Farmacologia

### Indicazione d'uso
Il farmaco è impiegato nel trattamento delle seguenti condizioni cliniche:
1. Pazienti pediatrici con ritardo di crescita dovuto a carenza di ormone della crescita.[4]
2. Pazienti pediatrici con ritardo di crescita dovuto a statura breve idiopatica.[4]
3. Pazienti pediatrici con ritardo di crescita dovuto alla sindrome di Turner.[4]
4. Pazienti pediatrici con ritardo di crescita dovuto a insufficienza renale cronica fino al momento del trapianto renale.[4]
5. Adulti con carenza di ormone della crescita iniziata in età pediatrica.[4]
6. Adulti con carenza di ormone della crescita iniziata in età adulta.[4]

### Farmacodinamica
È stato dimostrato che la somatrem è terapeuticamente equivalente all'ormone della crescita umano derivato dall'ipofisi sia attraverso studi preclinici che clinici in vitro e in vivo. Nei pazienti pediatrici con insufficiente secrezione endogena di ormone della crescita, pazienti con insufficienza renale cronica e pazienti con sindrome di Turner trattati con somatrem, si è osservato un aumento del tasso di crescita e dei livelli di fattore di crescita insulino-simile (IGF-1) simile a quelli osservati nei pazienti con ormone della crescita endogeno derivato dall'ipofisi. Con livelli normalizzati di ormone della crescita e di mediatori correlati come l'IGF-1, i pazienti mostrano una crescita scheletrica, cellulare, organica e tissutale normalizzata.

### Mechanismo di azione
Il somatrem, così come l'ormone della crescita endogeno, si lega ai recettori dimerici dell'ormone della crescita presenti nelle membrane cellulari delle cellule dei tessuti bersaglio, innescando una trasduzione del segnale intracellulare e una serie di effetti farmacodinamici. Alcuni di questi effetti sono mediati principalmente dal fattore di crescita insulino-simile (IGF-1) prodotto nel fegato e localmente, mentre altri sono principalmente conseguenza degli effetti diretti della somatropina come ad esempio, la lipolisi.
La crescita scheletrica avviene nelle piastre epifisarie alle estremità delle ossa in crescita. La crescita e il metabolismo delle cellule delle piastre epifisarie sono direttamente stimolati dall'ormone della crescita e dal suo mediatore IGF-I. I livelli sierici di IGF-I sono bassi nei bambini e negli adolescenti con carenza di ormone della crescita, ma aumentano durante il trattamento con somatrem. Di conseguenza, viene formato nuovo tessuto osseo alle epifisi in risposta all'ormone della crescita e all'IGF-I derivanti dal trattamento, consentendo una crescita lineare fino alla fusione di queste piastre di crescita alla fine della pubertà.
Il trattamento con somatrem provoca anche un aumento sia del numero che delle dimensioni delle cellule muscolari scheletriche. Inoltre, questa terapia influisce sulle dimensioni degli organi interni, compresi i reni, e aumenta la massa dei globuli rossi.
La crescita scheletrica lineare è facilitata in parte dalla sintesi proteica stimolata dall'ormone della crescita. Ciò è dimostrato dalla ritenzione di azoto, come evidenziato da una diminuzione dell'escrezione urinaria di azoto e dell'azotemia ematica durante la terapia con somatrem. L'ormone della crescita agisce anche come modulatore del metabolismo dei carboidrati, migliorando la sensazione di ipoglicemia a digiuno che talvolta si verifica in pazienti con secrezione inadeguata di ormone della crescita. Inoltre, l'amministrazione di somatrem può diminuire la sensibilità all'insulina, risultando in un aumento dei livelli sierici di insulina a digiuno e postprandiali, di solito più comune negli individui sovrappeso o obesi, adulti o bambini. Inoltre, i livelli medi di glucosio a digiuno, postprandiali e di emoglobina A1C rimangono nell'intervallo normale.
Inoltre, nei pazienti con carenza di ormone della crescita, l'uso di somatrem ha comportato la mobilizzazione dei lipidi, la riduzione delle riserve di grasso corporeo, l'aumento degli acidi grassi plasmatici e la diminuzione dei livelli plasmatici di colesterolo. I livelli sierici di fosforo inorganico possono aumentare leggermente nei pazienti con secrezione inadeguata di ormone della crescita endogeno, insufficienza renale cronica o sindrome di Turner durante la terapia con somatrem a causa dell'attività metabolica associata alla crescita ossea e all'aumento del riassorbimento tubulare del fosfato da parte del rene. I livelli di calcio sierico non subiscono modifiche significative nei pazienti trattati con somatrem. La ritenzione di sodio e l'aumento dei livelli sierici di fosfatasi alcalina possono verificarsi nei pazienti in trattamento con somatrem. Inoltre, l'ormone della crescita può stimolare la sintesi di solfato di condroitina e collagene, nonché l'escrezione urinaria di idrossiprolina.

### Assorbimento
L'assorbimento della somatrem dopo somministrazione sottocutanea in uomini adulti sani è stato determinato essere del 81 +/- 20% in termini di biodisponibilità assoluta. Inoltre, poiché l'emivita terminale sottocutanea è significativamente più lunga rispetto a quella endovenosa, sembra che l'assorbimento sottocutaneo della somatrem sia lento e limitante la velocità.

#### Volume di distribuzione
Studi sugli animali hanno dimostrato che l'ormone della crescita si localizza in organi altamente perfusi, in particolare il fegato e il rene. Il volume di distribuzione allo stato stazionario per la somatrem negli uomini adulti sani è di circa 50 mL/kg di peso corporeo, avvicinandosi al volume del siero.

#### Legame proteico
I valori riguardanti il legame con le proteine plasmatiche non sono disponibili.

### Metabolismo
Sia il fegato che il rene sono stati identificati come organi importanti per il metabolismo dell'ormone della crescita. Studi sugli animali suggeriscono che il rene sia l'organo predominante per l'eliminazione. L'ormone della crescita viene filtrato nel glomerulo e riassorbito nei tubuli prossimali. Viene quindi scisso all'interno delle cellule renali nei suoi amminoacidi costituenti, che ritornano nella circolazione sistemica.

#### Via di eliminazione
Studi sugli animali suggeriscono che il rene sia l'organo predominante per l'eliminazione.

#### Emivita
L'emivita terminale media dopo somministrazione sottocutanea è di 2,1 +/- 0,43 ore, mentre l'emivita terminale media dopo somministrazione endovenosa è di 19,5 +/- 3,1 minuti.

#### Clearance
La clearance dopo somministrazione endovenosa negli adulti e nei bambini sani è riportata nell'intervallo di 116-174 mL/hr/kg.

### Tossicità
Un sovradosaggio a breve termine può inizialmente causare ipoglicemia e successivamente iperglicemia. Inoltre, questo tipo di sovradosaggio a breve termine è anche probabile che causi ritenzione idrica.
Un sovradosaggio a lungo termine potrebbe portare a segni e sintomi di gigantismo e/o acromegalia, coerenti con gli effetti noti dell'eccesso di ormone della crescita.
Alcuni valori di dose letale DL50 del farmaco somministrato per via orale basati su studi sugli animali sono stati riportati come: topo = 300 mg/kg, coniglio = 3200 mg/kg, ratto = 980 mg/kg.